# Iso-Holsti
Iso-Holsti är en ö i Finland. Den ligger i sjön Päijänne och i kommunen Jyväskylä i den ekonomiska regionen  Jyväskylä ekonomiska region  och landskapet Mellersta Finland, i den södra delen av landet, 230 km norr om huvudstaden Helsingfors. Öns area är 5,3 hektar och dess största längd är 400 meter i nord-sydlig riktning.